# Lebu (ort)
Lebu är en ort i Chile.   Den ligger i provinsen Provincia de Arauco och regionen Región del Biobío, i den södra delen av landet, 500 km sydväst om huvudstaden Santiago de Chile. Lebu ligger 12 meter över havet och antalet invånare är 22 345.
Terrängen runt Lebu är kuperad åt nordost, men söderut är den platt. Havet är nära Lebu åt nordväst.
Runt Lebu är det ganska glesbefolkat, med 48 invånare per kvadratkilometer.